# Crkva Pohođenja Blažene Djevice Marije u Voćinu
Crkva Pohođenja Blažene Djevice Marije ili Bazilika Gospe Voćinske u Voćinu je rijedak primjer gotike u Sjevernoj Hrvatskoj, a datira s kraja 15. stoljeća. Crkva je tijekom svojih pet stoljeća bila više puta oštećivana i popravljana, no gotovo do temelja srušena je 1991. za vrijeme tromjesečne okupacije Voćina od strane pobunjenih Srba.
Dekretom Kongregacije za bogoštovlje i disciplinu sakramenata crkvi je dodijeljen status manje bazilike. Svečanost proglašenja predvodio je apostolski nuncij u Republici Hrvatskoj mons. Giorgio Lingua 21. kolovoza 2022. na blagdan Gospe Voćinske.
Crkva je zaštićeno kulturno dobro i nalazi se u Registru kulturnih dobara Republike Hrvatske pod nazivom Crkva Blažene Djevice Marije.

## Umjetnički detalji i unutrašnje uređenje

### Glavna ulazna vrata[1]
Autor: Hrvoje Ljubić
- Vanjski reljefi: Povijest Voćina i crkve prikazana u osam reljefa.
  - Desna vratnica: Osmanlijsko zauzeće (1543.), spaljivanje crkve (1944.), razaranje crkve (1991.), povratak slike Gospe Voćinske (1999.).
  - Lijeva vratnica: Oslobođenje Voćina (1687.), obnova crkve (1933.), poslijeratna obnova (1964.), papino krunjenje slike Gospe Voćinske (2003.).
- Unutarnji reljefi: Četiri otajstva krunice izrađena u bakru.
- Geslo: „Krist, rođen od Marije Djevice, danas i uvijeke“ s brončanim biskupijskim grbom.

### Vitralni Prozori[4]
Autor: Josip Biffel, akademski slikar
- Prozori u svetištu: 
  - Lijevi: Navještenje Marijino (dar Grada Virovitice).
  - Središnji: Pohod Blažene Djevice Marije (dar Požeške biskupije).
  - Desni: Isusovo rođenje (dar Grada Požege), bijeg u Egipat (dar Grada Našica), prikazanje u hramu (dar Grada Orahovice), čudo u Kani Galilejskoj (dar Grada Novske).
- Gospina kapela: Raspeće Isusovo (dar Grada Slatina), Emaus (dar Općine Voćin).
- Kapela Presvetog Sakramenta: Sveti Lovro, zaštitnik Požeške biskupije (dar Virovitičko-podravske županije).
- Kapela krstionice: Blaženi Alojzije Stepinac (dar kanonika Milana Balenovića).

### Mozaici[4]
Autor: Ivo Dulčić, akademski slikar prema čijem predlošku su izrađeni mozaici.
- Gospina kapela:
  - Triptih s prizorima Isusova života: utjelovljenje, rođenje, uskrsnuće.
  - Mozaici Raspeća i Emausa.
  - Mozaici Susret s Majkom i Gospino krunjenje

- Kapela krstionice:
  - Mozaici Propovijed sv. Franje pticama, Krštenje Isusovo

Autor: Ljubo Ivančić, akademski sklikar
- Kapela Presvetog Sakramenta:Mozaici Uzašašće, Golgota i Susret s Majkom.

### Glavni Križ i Liturgijski Namještaj[4]
Autor: Šime Vulas, akademski kipar
- Križ: Drveni križ simbolizira Isusovu žrtvu i povezanost s tragičnom poviješću Voćina.
- Oltar i ambon: Podsjećaju na otvorenu knjigu, simbol Riječi Božje.
- Brončani svijećnjaci: Simboliziraju trajno svjetlo vjere.

### Gospina slika i rešetka[4]
- Gospina slika: Datirana oko 1770. godine, povijesno značajna i duhovno središte crkve.[4]
- Rešetka: Brončana gotička rešetka u pozadini slike, djelo akademskog kipara Mladena Mikulina.[4]

### Krstionica
- Krstionica: izrađena po nacrtu arhitekta Borisa Vučića Šnepergera.[4]

### Tabernakul
- Brončana vrata tabernakula: izradio akademski kipar Josip Poljan.[4]

### Križni put
- Slike postaja Križnog puta: izradio akademski slikar Vasilije Josip Jordan.[5]